# Miziya
Miziya (en bulgare Мизия) est une ville bulgare de l'oblast de Vratsa.

## Géographie
La ville de Miziya est située dans le nord-ouest de la Bulgarie, à 173 km au nord de la capitale Sofia.
| 1887 | 1910 | 1934  | 1946  | 1956  | 1965  | 1975  | 1985  | 1992  |
| ---- | ---- | ----- | ----- | ----- | ----- | ----- | ----- | ----- |
| -    | -    | 4 667 | 5 062 | 4 761 | 5 504 | 8 882 | 5 137 | 4 596 |

| 2001  | 2005  | 2008  | 2011  | - | - | - | - | - |
| ----- | ----- | ----- | ----- | - | - | - | - | - |
| 4 069 | 3 612 | 3 404 | 3 214 | - | - | - | - | - |

,,

## Histoire
Les tribus Thraces établies dans la région ont laissé des traces de leur présence. Le trésor de Boukiovtsi (ancien nom de Miziya) - découvert en 1925 à proximité du village de même nom - fut daté du IVe siècle av. J.-C. Il est constitué d'objets en argent (vaisselle et bijoux). Un élément de ce trésor servit à illustrer un timbre-poste de 1976. Le trésor est exposé, aujourd'hui, au Musée archéologique national à Sofia.
Le village de Boukiovtsi fut mentionné, pour la première fois, dans un registre ottoman de 1848. Il est né autour de deux tchifliks turcs. En 1870 fut créé un comité révolutionnaire secret qui accueillit la visite de Vassil Levski. L'école fut ouverte en 1870 et l'église "Sainte ascension du Christ" (Svéto Vaznessénié Hristovo) fut bâtie en 1874. L'ancienne mairie et sa tour de l'horloge ont été construites en 1929 grâce à des dons.
Le bourg de Boukiovtsi fut fusionné, en 1970, avec le village de Glojéné, afin de créer la ville de Miziya, dont le nom fait référence à l'ancienne province romaine de Mésie. Les deux localités furent séparées à nouveau, en 1975, mais la localité principale conserva son nouveau nom.

## Administration

### Maires
- 1995-1999 Ivanka Kountchéva (coalition électorale PSB, UAAS, (CPE))
- 1999-2005 Ivan Dakov (Gauche démocratique unie puis PSB) en 2003)
- 2005-201. Violyn Krouchovénski (MNSP)